# 331
Năm 331 là một năm trong lịch Julius.